# Ahl al-Hadith

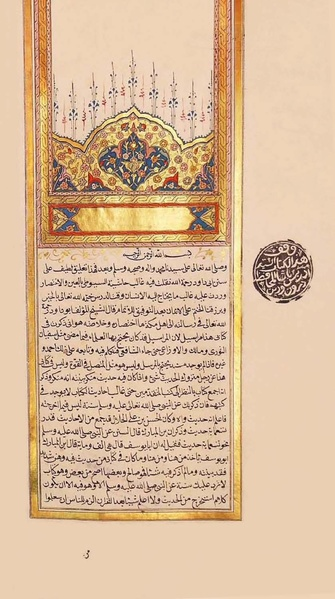
Fath al-Wadudud Commentaire sur le Sunnat Abi Dawud.

Ahl al-ḥadīth (en arabe : اهل الحديث), aussi appelés aṣḥāb al-ḥadīth (اصحاب الحديث), littéralement les “gens/partisans du hadith”, sont ceux qui à partir des IIe – IIIe siècles de l'Hégire (VIIIe – IXe siècle apr. J.-C.) se distinguaient par la prévalence qu’ils accordaient au Coran et aux hadiths dans la formation du droit et du dogme de l'islam. Une grande partie des savants de cette obédience exerçaient à Bagdad bien qu'on en compte d'autres dans d'autres régions à cette époque sous domination abbasside.
Les ahl al-hadith constituent une des composantes de ce qui formera plus tard le sunnisme, c'est-à-dire qu'une grande partie de leur héritage est ensuite mobilisée par les sunnites des différentes écoles de juridiques qui se développent à partir du Xe – XIe siècle de l'ère commune, en particulier chez les hanbalites.

## Terminologie
Il faut distinguer les expressions "traditioniste" et "traditionaliste". Un traditionniste pouvait également être d'obédience traditionaliste et réciproquement. Les traditionnistes, dits aussi muhaddithun, étaient des rapporteurs de traditions prophétiques et des spécialistes de la science du hadith. Tandis que traditionalistes sont les savants qui considéraient que le Coran et les hadiths devaient être les seules sources de la loi et du dogme théologique. Ils excluaient en cela différents outils tels que le raisonnement spéculatif, l’analogie, le jugement rationnel etc. Ces outils étaient précisément l’objet de débats et de polémiques entre traditionalistes et leurs opposants rationalistes. Pour saisir pleinement la pensée des ahl al-hadith, il est souvent nécessaire de la comparer avec celle de leurs adversaires dans la mesure où l’une se construit en opposition à l’autre. Ces derniers étaient appelés le plus souvent ahl al-kalam (théologiens spéculatifs) et ahl al-ra’y (juristes rationalistes). Les traditionalistes accusaient ces derniers d'être à l'origine d'innovations (bidʿa, pl. bidaʿ) dans leurs écrits, une notion connotée négativement puisqu'il s'agissait selon eux d'éléments qui ne reposaient pas sur les fondements solides et seuls légitimes qu'étaient selon eux les sources révélées. Ces "innovations" seraient variables et sujettes aux interprétations individuelles tandis que le Coran, les hadiths et le consensus des Compagnons de Muhammad garantiraient la pérennité et le bien-fondé des principes et des normes.

## Approche juridique
L’approche dans le domaine du droit des ahl al-hadith s'oppose à celle de ceux qu’ils appelaient ahl al-ra’y. Cette dernière catégorie désigne surtout les partisans de la doctrine juridique du savant irakien Abū Ḥanīfa. S'ils s'y confrontent régulièrement, ces derniers ne sont toutefois pas leurs seuls adversaires, les ahl al-hadith contestent également les approches des muʿtazilites ou encore des kharijites,.

### L’usage prioritaire des hadiths
Contrairement à leurs homologues de l’école irakienne qui faisaient parfois référence aux avis de leurs maîtres sans corroborer ceux-ci de traditions prophétiques, les ahl al-hadith utilisaient systématiquement les hadiths pour en déduire les règles légales. Jusqu’au IXe siècle, il n’y avait par ailleurs pas de distinction établie entre l’étude des hadiths et l’étude du droit chez les "partisans du hadith". Leurs ouvrages de hadiths étaient aussi des ouvrages de droit. Ils se distinguaient également par le fait qu'ils n'intégraient pas dans leur pensée juridique la question des coutumes locales dite aussi "tradition vivante" comme le faisaient les juristes des anciennes écoles traditionnelles, les Irakiens ou encore les Médinois.

### L’intérêt pour lesisnāds
De nombreux spécialistes de l'étude des hadiths, traditionalistes ou non, s'intéressent au cours du VIIIe siècle aux chaînes de transmission (isnād, plur. asanid). Il s’agissait pour eux de vérifier la solidité de la chaîne de tous ceux qui ont successivement rapporté une tradition attribuée à Muhammad. Un hadith qui présentait un isnād jugé suffisamment solide était conservé, tandis que celui qui ne répondait pas à certains critères d'évaluation était en principe rejeté. Les traditionalistes, dont la pensée se structure parallèlement, considèrent que ce travail d'authentification permet l'usage des hadiths comme source de législation (et de définition du dogme). Désormais, puisque les hadiths sont soumis à l'examen des spécialistes et une partie d'entre eux identifiés comme remontant effectivement au prophète, leur recours est d'autant plus légitimé.

### L'autorité des hadiths
Durant tout le IIIe/IXe siècle, il y eut de vifs débats et polémiques pour déterminer dans quelle mesure les traditions prophétiques devaient peser dans l'herméneutique juridique et dans la formation du dogme par rapport au Coran. Il existait en effet des hadiths en contradiction apparente avec le texte coranique. A cette problématique, les savants rationalistes tels que les muʿtazilites considéraient qu'il fallait délaisser ces hadiths au profit exclusif du Coran. Les traditionalistes quant à eux jugeaient que l'autorité du hadith est tout autant importante que celle du Coran puisqu'il s'agissait pour eux d'une révélation divine adressée à Muhammad, celle-ci prenant simplement une autre forme. Cette position est formulée et argumentée notamment par le juriste Shafiʿi et le traditionaliste al-Darimi (mort en 869). Shafiʿi insiste sur l'importance d'obéir aux hadiths comme il est question d'obéir au Coran.
En réponse à ceux qui rejettent les hadiths jugés contradictoires avec le livre sacré des musulmans, le juriste Ibn Qutayba consacre une longue section d’un de ses traités à la défense de leur prise en compte.

## Pensée théologique
Les ahl-al-hadith n'étaient pas des théologiens dans leur ensemble, ils adoptaient toutefois un socle d'idées communes relatives à la nature divine, à la nature du Coran et à d'autres considérations théologiques. L'œuvre d'Ibn Hanbal est particulièrement importante dans le développement de leur pensée à ce sujet.

### Une pensée homogène
Les traditionalistes mettaient en avant le fait que contrairement à leurs opposants rationalistes, ils étaient communément d'accord sur une même doctrine théologique. Ils présentaient cette homogénéité interne comme une preuve de leur bonne compréhension du Coran et de la Sunna (qui au cours du IXe siècle est progressivement assimilée au corpus de hadiths). Surtout, cela signifiait selon eux la possibilité de dégager un ensemble de croyances cohérentes entre elles exclusivement à partir de ces sources, sans recourir donc à la théologie spéculative (kalam). Pour les ahl al-hadith, le Coran et les traditions prophétiques étaient suffisants pour répondre aux différentes questions d'ordre légal comme d'ordre théologique.

### Sur la nature du Coran
Au cours du IXe siècle, émerge une polémique de grande envergure pour déterminer si le Coran était créé ou incréé. La position des rationalistes, adoptée par différents courants musulmans (par les muʿtazilites et une partie des chiites notamment), était celle de la création du Coran. Selon cet avis, si le Coran est révélation divine, il ne pouvait toutefois être qualifié d'incréé donc éternel car cela reviendrait à le comparer à Dieu qui seul avait ces caractéristiques. Dieu crée sa propre parole, elle est donc "en-dehors" de lui, et la révèle ensuite à Muhammad. Au contraire, pour les traditionalistes, le Coran en tant que parole de Dieu était nécessairement incréé puisque que sa Parole n'était pas distincte de son être, elle a donc la même nature que Dieu ; puisque Dieu est incréé, sa parole l'est également. Pour les ahl al-hadith, la parole divine fait partie de Dieu lui-même, elle en est un attribut ; par conséquent, le Coran, en tant que parole de Dieu, est incréé et existe de toute éternité.

### Sur Dieu

#### La controverse sur l'anthropomorphisme
Les adversaires des traditionalistes les accusaient d'adopter une vision anthropomorphiste de Dieu puisque ces derniers adoptaient une lecture littérale des versets coraniques qui évoquaient le "trône", la "face", ou les "mains" de Dieu. Ces derniers s'en défendaient vivement en défendant le principe dit de la kayfiyya. Il s'agissait pour eux d'accepter ces versets sans pour autant considérer qu'ils signifiaient quelque chose de comparable à ce qui était connu chez les humains, ces versets devaient donc être acceptés bila kayf, "sans s'interroger sur les modalités".

#### La prédestination
Les traditionalistes s'opposaient vivement aux muʿtazilites sur la question de la prédestination. Ils justifiaient cette doctrine par une exégèse littérale du Coran et en arguant que la destinée des hommes ne pouvait échapper à la volonté de Dieu puisqu'il est omnipotent. Ils considéraient que la doctrine du libre-arbitre diminuait l'idée de la puissance divine. Selon eux, Dieu devait être considéré comme le créateur de l'ensemble des actes humains puisque toute la création était directement soumise à sa volonté.

## Histoire

### La miḥna
Sous le règne du calife abbasside al-Ma'mun, commence une persécution contre les traditionalistes (la miḥna) qui dure jusqu'à la fin de la première moitié du IXe siècle. Le prétexte de cette campagne inquisitrice était relatif à la position traditionaliste sur le caractère incréé du Coran.
De récents travaux indiquent que le calife cherchait surtout à contre-carrer l'influence grandissante de cette élite de plus en plus autonome, qui s'appuyaient sur l'autorité du hadith pour élaborer le droit, laissant ainsi peu de place au rôle juridique que cherchait à assumer le calife,.

### L'influence croissante desahl al-hadith
La persécution contre les traditionalistes prend fin avec l'arrivée au pouvoir d'al-Mutawakkil dont les vues religieuses étaient proches de celles de ces derniers. Ce nouveau calife réoriente la politique religieuse, en favorisant les savants traditionalistes. Il cherche par exemple à recruter Ibn Hanbal qui avait été emprisonné pendant la miḥna par al-Ma'mun avant d'être libéré par son successeur al-Mu'tasim.
Il n'est pas certain qu'al-Mutawakkil était lui-même convaincu par les doctrines traditionalistes, sa politique religieuse a probablement d'abord été motivée par son souci de restaurer le califat très affaibli lorsqu'il arrive au pouvoir ; de plus, la miḥna était très impopulaire, la population de Bagdad soutenait les traditionalistes résistants au pouvoir. L'arrêt des persécutions apparaît comme un choix stratégique du calife. Les ahl al-hadith sont désormais intégrés aux institutions de l'État abbasside et leur nouvelle liberté d'expression favorise le développement et la diffusion de leurs doctrines. Leur prestige s'accroît considérablement. Les successeurs d'al-Mutawakkil s'inscrivent dans la continuité de sa politique religieuse à l'égard des traditionalistes.

### La condamnation des révoltes
À partir du règne d'al-Mutawakkil, les traditionalistes commencent à défendre l'idée selon laquelle il est interdit de se rebeller contre le pouvoir en place, même si celui-ci est injuste. Ils condamnent les rébellions qui seraient nécessairement génératrices de troubles et présenteraient un danger pour l'unité de la communauté musulmane. Le nouveau nom qu'ils prennent "ahl al-sunna wa l-jamaʿa", littéralement "gens de la sunna et de la communauté", manifeste leur volonté de se présenter comme les gardiens de cette unité contre toute division politique ou religieuse.

### Représentants célèbres
- Sufyan ibn ʿUnayna (mort en 811)[1]
- Al-Madini (mort en 848)[1]
- Ibn Hanbal
- Ibn Qutayba

## Éthique et système de valeurs
Il apparaît que les ahl al-hadith avaient conscience d'appartenir à un même groupe, en opposition à d'autres, non seulement du fait qu'ils adoptaient un même cadre méthodologique mais aussi parce qu'ils partageaient des valeurs communes. Pour l'historien Christopher Melchert, le groupe des traditionalistes qui émerge à la fin du VIIIe siècle avait des caractéristiques propres qui le distinguaient sur le plan moral et social des autres groupes qui lui étaient contemporains.

### Un sérieux sans faille
Les traditionalistes considéraient que le sérieux et la rigueur personnelle étaient des qualités élémentaires du bon comportement. Dans plusieurs de leurs écrits, on retrouve une insistance récurrente sur le fait qu'il valait mieux s'abstenir de rire. Sont cités plusieurs représentants des ahl al-hadith qui n'auraient jamais été perçus en train de rire tels que al-Fudayl Ibn ʻIyād. Cette attitude se manifeste également dans leur hostilité aux jeux, qu'ils considéraient comme des distractions de la vie d'ici-bas (dunya) qui empêchaient les musulmans de se concentrer dans la prière (salāt) et sur leurs obligations en général. Les jeux qui impliquaient des paris étaient sévèrement blâmés.
À la différence des érudits spécialistes de la littérature d'adab (ahl al-adab), on ne retrouve pas chez les traditionalistes une quelconque mise en valeur de la curiosité qui conduit les premiers vers des recherches encyclopédiques. Au contraire, il s'agissait davantage pour eux d'inciter tout un chacun de "délaisser tout ce qui ne le concerne pas". Si les traditionalistes portaient toute leur attention sur le strict domaine religieux, cela ne signifiait pas pour autant qu'ils condamnaient toute entreprise de recherche dans les domaines mondains ou qu'il s'agissait pour eux de se couper de la société. Seulement, la curiosité ne faisait pas partie des valeurs qu'il mettaient en avant et lorsqu'elle était évoquée, c'était avant tout pour la condamner.

### Le rejet du mysticisme
La piété que défendaient les traditionalistes n'était pas la même que celle des mystiques soufis de leur époque. Christopher Melchert applique à l'opposition entre traditionalistes et soufis le modèle théorique du sociologue Max Weber entre ascètes et mystiques. Les mystiques considéraient que certaines expériences spirituelles n'étaient pas accessibles à tous les croyants dans la mesure où tous ne s'engageaient pas dans un cheminement spirituel qui nécessitait d'importantes privations et une isolation au moins temporaire du reste de la société pour pouvoir pleinement contempler Dieu et entrer en communion avec lui. En revanche, les traditionalistes considéraient qu'il fallait rester modérés dans la pratique religieuse et condamnaient les "excès" des mystiques tels que les itinérances, leur habitude de marcher pieds nus, leur isolement etc. Alors que les soufis reconnaissaient certaines hiérarchies spirituelles dans la mesure où il n'était pas nécessaires pour le salut d'un individu de s'engager dans un parcours mystique, les ahl al-hadith, pour leur part, considéraient que tous les musulmans devaient tendre vers un modèle de piété accessible à tous.